# Lac Maingard
Pour les articles homonymes, voir Maingard.
Ne doit pas être confondu avec Lac Mainhardt ou Mainard.
Le lac Maingard est situé dans la zec Martin-Valin sur la rive nord du fleuve Saint-Laurent, dans le territoire non organisé du Mont-Valin, dans la municipalité régionale de comté (MRC) du Fjord-du-Saguenay dans la région administrative de Saguenay-Lac-Saint-Jean, au Québec, au Canada. Ce plan d’eau fait partie de la zec Martin-Valin et du canton de Le Mercier.
Plusieurs routes forestières secondaires desservent les environs du lac Maingard, notamment pour les besoins de la foresterie et des activités récréotouristiques,.
La foresterie est la principale activité économique de ce bassin versant ; les activités récréotouristiques, en second.
La surface du lac Maingard est habituellement gelée de la fin novembre au début avril, toutefois la circulation sécuritaire sur la glace se fait généralement de la mi-décembre à la fin mars.

## Géographie
Les principaux bassins versants voisins du lac Maingard sont :
- côté nord : lac Le Marié, décharge du lac du Coin, rivière Wapishish, lac Barrin, rivière Poulin, rivière aux Sables, lac Poulin-De Courval ;
- côté est : Lac Le Marié, lac Betsiamites, rivière Tagi, rivière Olaf ;
- côté sud : rivière à la Cruche, lac Le Breton, lac Jalobert, rivière Sainte-Marguerite ;
- côté ouest : lac Moncouche, lac Doumic, rivière à la Cruche, rivière Saint-Louis, lac La Mothe, rivière Shipshaw[1].

Le lac Maingard comporte une longueur de 6,8 km, une largeur de 1,0 km et une altitude de 654 m. Ce lac est associé à un groupe de lacs dans la même zone : lac Gosselin, lac Le Breton, lac Betsiamites, lac Doumic, lac Le Marié, lac Moncouche et lac Marc. Le lac Maingard s’alimente de quatorze décharges de lacs ou ruisseau dont la plus importante est la décharge du lac Moncouche.
L'embouchure de ce lac est située au nord à :
- 13,4 km au nord-ouest de la source de la rivière Sainte-Marguerite ;
- 6,8 km au sud de la confluence de la décharge du lac Le Marié avec la rivière aux Sables ;
- 6,1 km à l’est de l’embouchure du lac Moncouche ;
- 76,5 km au sud-est de l’embouchure de la rivière aux Sables (confluence avec le réservoir Pipmuacan) ;
- 39,8 km à l’Est du lac La Mothe lequel est traversé vers le Sud par la rivière Shipshaw ;
- 36,6 km au nord de la rivière Saguenay[1].

À partir de l’embouchure du lac Maingard, le courant coule sur 1,2 km vers l’est, sur 3,5 km vers le nord-ouest en traversant le lac Le Marié, sur 4,8 km vers le nord-est en traversant successivement le lac des Trois Chutes et le lac Marc, jusqu’à la rive Ouest de la rivière aux Sables. De là, le courant va vers le nord jusqu’au réservoir Pipmuacan lequel est traversé vers l’est par la rivière Betsiamites. Cette dernière coule vers l’est, jusqu’à la rive nord-ouest du fleuve Saint-Laurent.

## Toponymie
Le toponyme « lac Maingard » évoque l’œuvre de vie de Jacques Maingard, membre de l'équipage de Jacques Cartier, lors de son deuxième voyage en Nouvelle-France, en 1535-1536. Maingard était maître du navire L'Émérillon, l'un des trois vaisseaux de Cartier. La Commission de géographie, l'actuelle Commission de toponymie, a adopté le toponyme « Lac Maingard », le 4 novembre 1948.
Le toponyme « Lac Maingard » a été officialisé le 5 décembre 1968 à la Banque des noms de lieux de la Commission de toponymie du Québec.